# Richard Brünner
Richard Brünner (ur. 18 listopada 1888, zm. 25 listopada 1962) – austriacki szermierz, dwukrotny medalista mistrzostw świata.
Podczas mistrzostw świata w Wiedniu w 1931 roku (oficjalnie zawody tego cyklu rozgrywane są pod tą nazwą dopiero od 1937) wywalczył brązowy medal we florecie drużynowym. Dwa lata później, na mistrzostwach świata w Budapeszcie w 1933 roku, Austriacy w składzie: Ernst Baylon, Richard Brünner, Kurt Ettinger, Josef Losert i Hans Lion zdobyli srebrny medal.
Na igrzyskach olimpijskich w Paryżu w 1924 roku we florecie drużynowym dotarł do ćwierćfinałów. Na rozgrywanych cztery lata później igrzyskach olimpijskich w Amsterdamie drużynowo Austriacy ponownie odpadli w ćwierćfinałach, a indywidualnie Brünner odpadł w pierwszej rundzie. 
Kilkukrotnie stawał na podium mistrzostw kraju, w tym zwyciężał: we florecie indywidualnym w latach 1920, 1924 i 1927 oraz szabli indywidualnej w latach 1922 i 1925. Był też drugi we florecie w latach 1926, 1928 i 1931, trzeci w szpadzie w 1914 roku i trzeci w szabli w 1926 roku. 